# Episodi de L'onore e il rispetto (terza stagione)

Logo de L'onore e il rispetto 3

La terza stagione della serie televisiva L'onore e il rispetto (nota come L'onore e il rispetto - Parte terza), composta da 6 episodi, è stata trasmessa in prima visione su Canale 5 dall'11 settembre al 2 ottobre 2012.
| Episodio         | Prima TV          | Ascolti TV       |
| ---------------- | ----------------- | ---------------- |
| Primo episodio   | 11 settembre 2012 | 4.999.000 20,71% |
| Secondo episodio | 12 settembre 2012 | 5.710.000 24,46% |
| Terzo episodio   | 18 settembre 2012 | 5.640.000 22,41% |
| Quarto episodio  | 25 settembre 2012 | 5.889.000 21,28% |
| Quinto episodio  | 26 settembre 2012 | 6.051.000 22,48% |
| Sesto episodio   | 2 ottobre 2012    | 6.629.000 24,02% |

## Primo episodio
La storia di Tonio Fortebracci riprende da dove si era interrotta la seconda stagione: Tonio Fortebracci (Gabriel Garko), dopo essere stato ferito a colpi di pistola dal giovane mafioso Fortunato Di Venanzio (Gabriele Rossi), entra in coma e viene assistito dal giudice De Santis (Alessandra Martines). Tonio si riprende poco dopo e la De Santis decide di metterlo sotto protezione temendo che sia nel mirino del clan di Fortunato, presieduto dal padrino Don Tano Mancuso (Mario Cordova), che sostituisce il defunto Fred. In effetti Don Tano vuole sbarazzarsi di Tonio, che è divenuto un collaboratore di giustizia troppo scomodo e per eliminarlo si rivolge alla sua fidata amante, la prostituta Concetta De Nicola, detta Tripolina (Giuliana De Sio), la quale ha 4 figli maschi, che addestra da anni a servire la mafia: il maggiore Ettore (Valerio Morigi) si trova in carcere per svariati motivi, Giasone (Giulio Forges Davanzati) è il più sadico e crudo, Paride (Federico Maria Galante) è il più debole e saggio e Patroclo è il più piccolo. La donna ha anche una figlia femmina, Venere (Rosalinda Cannavò), che ha mandato in un collegio di suore per consentirle una vita migliore della sua e tenerla lontana dall'ambiente in cui ha fatto crescere i suoi primi quattro fratelli.
Il piano di Don Tano consiste nell'utilizzare il piccolo Patroclo come diversivo facendolo entrare nell'ospedale dove è ricoverato Tonio. Poi il fratello maggiore Giasone travestito da infermiere prenderà la pistola che gli darà Patroclo ed eliminerà il "traditore".
Il piano di Don Tano non viene portato a compimento perché Tonio è già stato dimesso su ordine della giudice De Santis, che lo ha spedito in una villetta fuori mano, e Patroclo unico testimone del fallito agguato alla clinica viene dato in adozione dalla De Santis, poiché lui odia quasi tutta la sua famiglia, tranne Venere. Tonio, arrivato con la sua famiglia nell'abitazione, decide di trovarsi un lavoro onesto, poiché è stanco delle guerre di mafia, e vuole vivere una vita tranquilla insieme alla bella e dolce vedova di suo fratello Santi, Melina (Cosima Coppola), che sta per sposare, a sua figlia Antonia ed a suo nipote Salvatore (anche la bambina inoltre, scoperto che Tonio è il suo vero padre, aveva chiesto a lui e a Melina di sposarsi, mentre loro si stavano baciando). Melina è contraria all'inizio, ma poi, vedendo la sua collaborazione con la giustizia, lo bacia appassionatamente e passano la notte insieme: finalmente, dopo dodici anni. Nel frattempo la sorella di Fortunato, Carmela (Laura Torrisi), che fino ad allora era stata custodita per un po' in convento dal parroco padre Raffaele (Davide Lorino), vuole farsi una nuova vita, e decide di partire per New York da una sua zia. Ma durante il tragitto in taxi verso l'aeroporto di Palermo scopre cosa ha fatto suo fratello e dopo aver avuto un mancamento apprende di essere incinta da parte di Tonio, per la loro ex-relazione. Don Tano e Fortunato decidono di arrivare a Tonio tramite l'unico amico che gli è rimasto, Ricky (Cristiano Pasca), così lo fanno rapire e torturare da Giasone: Ricky però non sa davvero niente e quando sta per essere ucciso, Fortunato decide di sfruttarlo e, sotto la minaccia di fare uccidere l'anziano padre, lo costringe a chiedere alla dottoressa De Santis di poter incontrare Tonio e la donna ingenuamente acconsente.
Ricky dovrebbe essere scortato verso il nascondiglio di Tonio da due poliziotti, ma Giasone uccide uno dei due e, travestendosi da questo sale sull'auto con Ricky e l'altro poliziotto, il brigadiere Maranzano, unico oltre alla De Santis a conoscenza del luogo dove si trovano i Fortebracci. Giasone lo minaccia con una pistola e si fa indicare dove è nascosto Tonio. Poi gli spara in testa.
Ma quando sta per essere ucciso Ricky riesce a fuggire, però Giasone e Paride hanno già scoperto dove è nascosto Tonio e quindi lo raggiungono. Ma la De Santis avverte Tonio appena viene trovato il cadavere del poliziotto ucciso da Giasone.
Costringe quindi Melina e i bambini a partire per mettersi in salvo, ma appena prima di andarsene Antonia scende dall'automobile per cercare un oggetto suo rubato da Giasone, che fa saltare in aria l'auto qualche secondo dopo, uccidendo Melina e Salvatore e lasciando Tonio straziato per l'amatissima cognata.
Immediatamente dopo l'accaduto Tonio obbliga la De Santis a mettere Antonia in un collegio sotto falso nome per proteggerla e le chiede di aiutarlo a compiere la sua vendetta, ritornando mafioso. Tonio infatti si ricorda di un discorso che lei gli fece mentre era in coma, in cui gli raccontava, tramite registrazioni segrete del defunto Vituzzo, che dietro la morte di Santi non c'erano solo Rodolfo e suo fratello Fortunato Di Venanzio, ma anche un potentissimo boss detto 'u Burattinaio. Tonio decide allora di uccidere tutti i capicosca più importanti riuniti a villa Di Venanzio, ma mentre sta per farlo si presenta proprio 'u Burattinaio (ovvero Saro Ferlito) che ormai ha perso il potere di una volta, tanto da venire deriso ed insultato da Fortunato.
Proprio Fortunato, dopo aver adocchiato Venere, la convince a seguirlo ad una festa, ma li la ragazza è picchiata e stuprata dai figli dei capimafia nella sua villa: Luca Romeo, Vito Veneziani, Ciccio Patrono e Fulvio Mancuso. La mattina dopo, la ragazza riesce a contattare telefonicamente sua madre, la Tripolina, in ansia per la sua scomparsa improvvisa, e le dice di essere stata violentata da loro, ma Fortunato la raggiunge alle spalle durante la conversazione e la strangola con il filo del ricevitore, uccidendola.
- Ascolti Italia: telespettatori 4 999 000 - share 20,71%[1]

## Secondo episodio
Tonio e la De Santis si aiutano scambiandosi informazioni: lei gli procura un dossier dell'Interpol su don Saro Ferlito (Toni Bertorelli), il boss soprannominato 'u Burattinaio, e lui in cambio le rivela che a capo della cupola ci sono Don Fabrizio Romeo, Don Luigi Veneziani, Don Nunzio Patrono, Don Fortunato Di Venanzio e Don Tano Mancuso. Dalla De Santis Tonio apprende anche che Ferlito sta cercando di aiutare il nipote Billy (Carmelo Rosario Cannavò), trafficante di droga che vive a New York. Tonio persuade Ferlito a mandarlo da Billy e riesce a convincere anche lui che lo aiuterà.
Nel frattempo la Tripolina, avvertita dello stupro di Venere da lei stessa al telefono e capendo che è stato Fortunato, si precipita a villa Di Venanzio in cerca della figlia, trovando il ragazzo nudo nella vasca da bagno. Lei gli domanda dov'è Venere, ma Fortunato la maltratta e la fa portare via dalle sue guardie del corpo. Dopodiché con l'aiuto di Fulvio si sbarazza del cadavere di Venere nascondendolo in un podere e simulando un suicidio per impiccagione, motivato dal dispiacere per essere la figlia di una prostituta. Quando il corpo viene ritrovato, la giudice De Santis intuisce che c'è qualcosa che non va e ottiene, sebbene in disaccordo con il procuratore Trapanese (Gilberto Idonea) suo superiore colluso con la mafia, ad ottenere un'autopsia.
Sotto consiglio di padre Raffaele, Carmela si presenta dal fratello e viene accolta a braccia aperte, ma quando lei rivela di essere incinta di Tonio Fortebracci, Fortunato la chiude in camera e le dice che deve abortire. Nel frattempo a New York Tonio entra in affari con Billy Ferlito e con il suo socio Tom Di Maggio (Eric Roberts). In seguito scopre che l'assistente di Billy è una spia dell'FBI, così lo uccide e diviene membro a tutti gli effetti della cupola di New York.
Intanto Fortunato rivela ai capicosca che tutti i loro figli sono implicati quanto lui nello stupro di Venere De Nicola, e Mancuso non può fare altro che cercare di rassicurare la donna. Subito dopo il funerale della ragazza la De Santis si reca a casa della Tripolina e le rivela l'esito dell'autopsia: Venere è stata violentata da diversi uomini ed è stata uccisa per strangolamento. Il giudice capisce che la Tripolina sa chi è stato, ma si rifiuta di parlarne. Quando Don Tano offre alla donna una somma di denaro per pagare il suo silenzio, lei gli fa credere di accettare ma tornata a casa obbliga i figli e la nuora ad aiutarla a compiere la sua vendetta. Paride comunque l'avvisa che una volta terminato il suo piano, lui e la bellissima fidanzata Erminia (Viola Velasco) se ne andranno dalla Sicilia.
A villa Di Venanzio Fortunato porta una mammana per far abortire la sorella, ma lei riesce a scappare e incontra nell'ingresso Don Tano, che convince Fortunato a lasciarla andare. La ragazza si rifugia nel casolare in cui era stata con Tonio e proprio lì lo incontra, scoprendo che non era morto come tutti credevano e facendo di nuovo l'amore con lui. La mattina dopo Tonio chiede alla De Santis di accompagnarlo in collegio a vedere Antonia e poi tutti e tre si recano alla tomba di Melina e Salvatore.
La sera stessa la Tripolina e i suoi figli sequestrano Fortunato mentre viaggia in auto e lo torturano brutalmente nel casolare dove fu nascosto il cadavere di Venere, finché lui non rivela tutti i nomi degli stupratori della giovane dopo sé stesso: Luca Romeo, Vito Veneziani, Ciccio Patrono e Fulvio Mancuso. Il giovane, dopo aver confessato, supplica la Tripolina implorando la sua pietà, che però gliela nega e lo decapita con un colpo d'ascia. L'indomani Carmela si reca in chiesa da don Raffaele, ma davanti al piazzale nota una folla e dopo essersi fatta spazio scorge con orrore la testa mozzata del fratello Fortunato.
Ascolti Italia: telespettatori 5 710 000 - share 24,46%

## Terzo episodio
Don Saro Ferlito parla a Tonio dell'assassinio di Fortunato Di Venanzio, convinto che sia lui il colpevole, ma Tonio gli assicura che non c'entra niente. I due sospettano che ci sia qualcuno che vuole emergere all'interno della cosca. Tonio si presenta in chiesa durante il funerale di Fortunato, svelando così a tutti di non essere morto nell'attentato dove morì la sua famiglia e giura a Carmela di non essere lui l'assassino di suo fratello; la donna però non gli crede e lo ripudia giurando vendetta.
La giudice De Santis viene richiamata a Torino dal suo superiore Donelli che vorrebbe toglierle l'inchiesta avendo intuito che è troppo coinvolta nella storia di Tonio. La donna gli promette che entro due settimane farà testimoniare Fortebracci, Donelli le dice che in caso contrario lo incriminerà, avendo nelle sue mani l'arma che Tonio utilizzò per uccidere Micky. La De Santis però, avendo scoperto la combinazione della cassaforte in cui Donelli conserva la pistola, decide di rubarla per amore di Tonio. Donelli la rimanda comunque in Sicilia, ma le assegna un accompagnatore: il commissario Renè Rolla (Francesco Testi), suo ex-marito.
Carmela organizza un agguato a Tonio nel casolare di Mascalucia, ma lui riesce a salvarsi e a fuggire grazie all'intervento di Ricky, che ottiene il suo perdono. Intanto la Tripolina riesce a far evadere il figlio Ettore con la complicità di Erminia.
Subito dopo incarica Ettore di uccidere uno degli stupratori di Venere, Luca Romeo. Il ragazzo viene decapitato nelle stalle del maneggio in cui fa equitazione e la sua testa mozzata viene messa nell'auto del padre, che per il dolore la sera stessa si spara in testa.
Tonio decide di scegliere un'azienda che gli serva da copertura per portare i carichi di droga oltreoceano e opta per la "Liguorum De Nisi", una ditta produttrice di liquori che ha per capo il barone Everaldo De Nisi (Ray Lovelock), uomo all'antica. L'azienda è sull'orlo del fallimento e il barone non se ne occupa personalmente, ma ha delegato alla gestione sua nipote Angelica (Lydia Giordano). Tonio non ha difficoltà a circuirla e la ragazza gli fornisce informazioni importanti: gli rivela i nomi dei due imprenditori più accreditati per divenire soci di suo zio e gli racconta che il collaboratore principale del barone, il dottor Torre (Paolo Lanza), che è direttore del Banco di Sicilia, non vuole avere niente a che fare con lui.
Tonio quindi toglie di mezzo i due rivali minacciando di morte il primo e incendiando l'auto al secondo e si reca dal dottor Torre per invitarlo a collaborare. Torre lo congeda bruscamente manifestandogli la propria antipatia, ma Tonio lo convince ad aiutarlo mettendogli una cintura al collo durante le prove del saggio di danza di sua figlia. Il dottor Torre è costretto a raccomandare Tonio al barone, che lo invita al ricevimento in onore di sua figlia Fabiola (Martina Pinto). La ragazza studia a Londra e lì trasgredisce all'educazione rigida del padre per adattarsi alle mode europee: ad esempio fuma marijuana e predica l'amore libero. Non appena conosce Tonio, la ragazza si innamora di lui e gli propone sfacciatamente di avere un rapporto sessuale, ma Tonio rifiuta dicendole che è solo una ragazzina viziata. Intanto Angelica ha notato il rapporto fra la cugina e Fortebracci e ne è molto gelosa.
La giudice De Santis è divisa fra il suo status di donna di legge e il suo amore per un criminale, ma alla fine decide di consegnare a Tonio la pistola che potrebbe incriminarlo. Renè però si accorge dei movimenti dell'ex moglie e capisce cosa sta accadendo. Nel frattempo Carmela si è trasferita a New York da sua zia Maria e lì riceve la corte di Lee Di Maggio (Christopher Leoni), figlio del padrino più potente di New York Tom Di Maggio.
Don Tano Mancuso obbliga il figlio Fulvio a servirsi della scorta e durante un incontro con la Tripolina, le rivela che solo uno dei figli degli altri boss non ha voluto protezioni: Vito Veneziani. La Tripolina commissiona ai figli il suo omicidio, ma il ragazzo riesce a sfuggire all'agguato facendosi arrestare dal commissario Rolla. La De Santis capisce che c'è qualcosa che non va e interroga Veneziani, che crolla immediatamente e racconta tutto. Subito dopo il colloquio il magistrato telefona a Tonio e gli riferisce che probabilmente c'è la Tripolina dietro gli ultimi omicidi; la sera stessa il ragazzo e il suo avvocato vengono sorpresi da Tonio Fortebracci che li uccide a colpi di pistola mentre tornano a casa, prima di poter informare la cosca del nome del mandante. La mattina dopo, Ricky travestito da garzone del fornaio consegna alla Tripolina il solito involucro del pane che la donna riceve tutti i giorni. All'interno però c'è la testa di Vito Veneziani e non appena la Tripolina la vede qualcuno suona alla porta: è Tonio Fortebracci che le punta contro una pistola.

## Quarto episodio
Tonio entra armato in casa della Tripolina e le chiede il motivo per il quale stia uccidendo i figli dei capimafia, tuttavia Erminia lo tramortisce alle spalle e lo lega. Quando Tonio si risveglia, tenta invano di liberarsi ma viene scoperto. Quindi rivela alla Tripolina che anche lui vuole sbarazzarsi dei padrini perché hanno ucciso tutta la sua famiglia; la donna allora gli racconta la vicenda di sua figlia e Tonio la convince a stringere un'alleanza: insieme uccideranno gli assassini di Venere e poi uno dei figli della Tripolina sposerà la figlia di Don Tano, Santina Mancuso (Federica De Cola), in modo da ereditare tutti i beni e il potere della cupola, ed in cambio Tonio diverrà il nuovo padrino.
Subito dopo i figli della Tripolina lanciano la testa di Vito Veneziani in casa di Don Luigi che, alla vista della testa mozzata del figlio entra in crisi di nervi. Allora i 3 stabiliscono che sia Tonio che la giudice De Santis devono morire. Per sbarazzarsi della De Santis, Mancuso contatta la Tripolina dandole ordine di far muovere i suoi figli.
Intanto Antonia riesce a eludere la sorveglianza delle suore e fugge dal collegio prendendo la corriera. Arrivata a destinazione ed essendo sprovvista di biglietto, viene rincorsa dall'autista, ma le sue grida attirano l'attenzione di una pattuglia di poliziotti che la fermano. Quando la bambina rivela di essere figlia di Tonio Fortebracci, i poliziotti la conducono in procura dalla De Santis.
A palazzo De Nisi, il barone proibisce a Fabiola di avere contatti con Tonio fino a quando non saprà di più su di lui. La ragazza però attende che Tonio esca da villa De Nisi, lo avvicina e lo bacia, venendo respinta dall'uomo per la sua giovane età. Angelica, che stava sorvegliando la cugina per conto dello zio, presa dalla gelosia rivela al barone che Tonio è un mafioso. Il barone quindi decide di chiudere i rapporti con Fortebracci.
La De Santis si reca ad un appuntamento con Tonio e nel frattempo Ricky entra in casa sua e porta via Antonia per conto di Tonio. Mentre la De Santis aspetta Fortebracci, alle sue spalle appare Renè, che le racconta di aver scoperto tutto e la rimprovera per aver trasgredito ai suoi doveri di donna di legge; lei però scoppia a piangere dicendo che il suo errore è stato quello di non essere riuscita a proteggere la famiglia Fortebracci. La donna si allontana amareggiata ma improvvisamente viene rapita da Ettore sotto gli occhi di Renè, che allerta Donelli.
Francesca però viene condotta alla presenza di Tonio, che la porta nell'hotel in cui soggiorna a Messina e dopo una notte d'amore la convince a partire per l'America insieme ad Antonia, promettendole di raggiungerle al più presto. Non appena Tonio lascia la stanza per recarsi a parlare con il barone De Nisi, la Tripolina telefona alla De Santis avvertendola che Veneziani sta per uccidere Tonio. La De Santis si precipita in strada per salvare l'amato, ma Don Luigi Veneziani li scorge e si appresta a colpire; Francesca lo vede e si getta a coprire Tonio e riesce a fargli scudo, rimanendo però uccisa sotto una raffica di mitra.
Nel frattempo dopo l'ennesimo diverbio con la figlia, il barone annuncia ad Angelica che a breve si recherà dal notaio per cambiare il testamento in suo favore, a patto che lei fornisca un vitalizio alla cugina Fabiola. Lei assetata di potere accetta entusiasta.
Erminia apprende da una conversazione che la Tripolina e i suoi figli hanno deciso che sarà Paride a sposare Santina Mancuso, visto che è l'unico incensurato. La ragazza non può permetterlo e si reca in procura con l'intento di denunciarli. Tuttavia quella mattina la procura è in subbuglio per la notizia dell'assassinio di Francesca De Santis e così Erminia ritorna sui suoi passi. Uscendo viene vista da Paride, che la ferma e si fa raccontare le sue intenzioni, promettendole che non sposerà mai Santina.
I padrini convocano la Tripolina chiedendole come mai avesse detto che i suoi figli avevano ucciso la De Santis durante la notte quando invece la giudice era viva e vegeta; la donna riesce astutamente a raggirarli e quindi i capicosca ipotizzano che a coprire Tonio ci sia Don Saro Ferlito. Recatisi dall'anziano boss per chiedergli una tregua, vengono maltrattati dall'uomo, che non ha dimenticato il trattamento riservatogli da Fortunato Di Venanzio poco tempo prima. Don Tano allora decide di telefonare a New York per chiedere un aiuto a Carmela di inviargli un killer esperto.
Renè è costretto a rilasciare Tonio visto che non è considerato colpevole della morte di Francesca. Tonio gli dice che la donna lo amava e gli fa notare che entrambi hanno gli stessi nemici, ma Renè è comunque ostile nei suoi riguardi. Dopo il funerale della De Santis a Torino, Tonio lascia Antonia a Ricky e gli chiede di portarla in un posto sicuro; inoltre tratta la bambina con freddezza e le dice di dimenticarlo perché chi gli vuole bene fa una brutta fine. Il giorno dopo si reca da Don Luigi Veneziani e lo uccide sparandogli per vendicare la morte di Francesca.
Fabiola viene contattata da Tonio, che le chiede di convincere il padre ad avere un incontro con lui. I due consumano un rapporto sessuale, al termine del quale Fabiola, disperata per la sua famiglia, trova una fotografia nascosta da Antonia nella valigia del padre e comprende così che Tonio ha una figlia. Tornata a casa, la fragile Fabiola si confida piangente con Angelica e le racconta il suo progetto di sposare Tonio e farsi donare l'azienda di suo padre per gestirla insieme. Angelica, convinta che suo zio abbia già fatto testamento, lo segue in auto fino al luogo dell'appuntamento con Tonio, un aranceto isolato, e non appena i due si congedano, la donna investe lo zio a tutta velocità.
A New York Carmela ha fatto breccia nel cuore di Lee Di Maggio, che la porta in una stanza al Plaza Hotel per convincerla a copulare. Carmela rifiuta la proposta e decide di fare l'offesa per attirare l'attenzione dei Di Maggio. In effetti Tom abbocca e si reca da lei per scusarsi dell'atteggiamento del figlio; Carmela allora gli fa capire di essere interessata a lui e non a Lee.
Intanto in ospedale a Sirenuse il medico rassicura Fabiola e Angelica dicendo loro che il barone si riprenderà, ma intanto mentre è attaccato ai macchinari continua a ripetere il nome della nipote: Angelica capisce che suo zio l'ha vista in faccia mentre lo investiva ma non può permettersi che lo racconti. Mentre Tonio e Fabiola litigano fuori dalla stanza (perché lei lo ritiene l'assassinio, ma lui le giura che suo padre aveva accettato l'accordo), Angelica stacca gli elettrodi dal petto dello zio e li pone sul proprio per evitare che l'allarme dei macchinari allerti i medici, quindi chiude la valvola dell'ossigeno e uccide il barone, mentre Fabiola si addolora abbracciata al suo Tonio.

## Quinto episodio
Dopo la morte del barone, 'u Burattinaio fa capire a Tonio che se non troverà al più presto una soluzione dovrà sbarazzarsi di lui, ma Fortebracci gli promette che otterrà le quote della Liguorum. Intanto a New York Carmela riceve una proposta di matrimonio da Lee, ma la rifiuta dicendo al ragazzo di essere innamorata di un uomo più grande. Subito dopo la donna si reca da Tom e lo seduce fino ad avere un rapporto sessuale.
La Tripolina è decisa ad impedire le imminenti nozze fra Santina Mancuso e Ciccio Patrono e per intimidire la sposa le manda a casa, come regalo di matrimonio, una scatola contenente una colomba bianca morta e trafitta al cuore con un grosso spillone. Così facendo riesce a convincere Don Tano ad avvalersi di uno dei suoi figli come scorta per il giorno delle nozze, poiché Mancuso pensa ancora che dietro tutto questo ci sia Tonio.
Renè nota che all'interno dei fascicoli della procura mancano molti documenti e si reca nell'appartamento di Francesca per cercarli. Lì, oltre a scoprire che l'ex moglie conservava la fede nuziale, trova gli appunti delle ricerche che stava conducendo Francesca corredati dalle foto del cadavere di Venere De Nicola e da quelle delle teste mozzate dei figli dei capocosca. Dopo aver stabilito che la telefonata che aveva ricevuto Francesca quella mattina proveniva da casa della Tripolina, Renè capisce che deve trovare il fascicolo sulla morte di Venere, che è stato trafugato dal procuratore Trapanese; pertanto fa in modo che due suoi collaboratori scippino la borsa a Trapanese ed entra quindi in possesso del dossier.
La Tripolina scopre che Tonio ha trafugato da casa sua la sirenetta di vetro che Giasone aveva rubato dalla macchina di Melina prima di farla saltare in aria. Quando si presenta nella sua camera d'albergo, Tonio le punta contro una pistola e le chiede se è vero che i suoi figli hanno ucciso Melina e Salvatore. La Tripolina però, giocando d'astuzia, gli mente dicendo che la sirenetta è stata regalata a Venere da Ciccio Patrono e Tonio le crede, ordinandole di non far uccidere Patrono dai suoi figli perché ci vuole pensare lui.
A New York la relazione fra Tom e Carmela viene scoperta in flagrante da Lee, che schifato dall'atteggiamento del padre, fugge amareggiato. Intanto il notaio chiama Fabiola e Angelica e qui quest'ultima scopre che suo zio non ha fatto in tempo a cambiare il testamento, quindi la Liguorum è ufficialmente passata all'erede più prossima, cioè la figlia. Appresa la notizia, Fabiola annuncia ad Angelica che passerà tutte le quote a Tonio e che vivranno una vita felice insieme. Angelica però, ossessionata da Tonio, ha sottratto alla cugina la fotografia di lui e Antonia, ritagliando la testa dell'amato e incollandola ad un portaritratti doppio insieme alla sua foto.
Il giorno del matrimonio di Santina e Ciccio, Giasone si mette alla guida dell'auto con a bordo la sposa e suo padre, ancora ignari di ciò che sta per succedere e li porta fuori strada per rapirli. Nel frattempo Tonio e gli altri due figli della Tripolina fanno una carneficina uccidendo a colpi di mitra tutti i picciotti e i mafiosi mentre aspettano davanti alla chiesa. Durante la sparatoria Ciccio e suo padre riescono a trovare rifugio nella chiesa, ma vengono raggiunti e mitragliati da Tonio nello stesso momento davanti all'altare. Vengono risparmiati la maggior parte degli invitati innocenti e le donne, tra cui la moglie di Don Tano, la signora Rosalia Mancuso e i suoi due figli, che vengono rapiti e condotti dalla Tripolina. La donna li fa picchiare selvaggiamente insieme al padre. Poi obbliga Mancuso a scegliere quale dei suoi due figli verrà ucciso: Patrizio, il maggiore laureato in medicina oppure Fulvio, il suo figlio prediletto nonché tra gli stupratori di Venere. Don Tano disperato sceglie a caro prezzo di far uccidere Patrizio e di far sopravvivere Fulvio, ma Ettore invece spara proprio a quest'ultimo, uccidendolo e lasciando straziato il padre.
Vedendo la sua auto malridotta, Tonio capisce che è stata Angelica ad uccidere il barone e si precipita a villa De Nisi intuendo che la donna vuole eliminare anche Fabiola. Quest'ultima nel frattempo scopre il portaritratti di Angelica e le chiede se lei prova un sentimento per Tonio; Angelica risponde freddamente di sì e le spara alla tempia simulando un suicidio. Tonio arriva appena in tempo per farsi indicare da Fabiola morente il portaritratti di Angelica. Dopo il funerale della cugina, Angelica costringe Tonio a sposarla minacciandolo di raccontare tutto il suo gioco alla polizia e a Saro Ferlito. Dopo aver accettato, Tonio chiama Tom Di Maggio avvertendolo che l'affare è andato in porto e ai festeggiamenti si presenta Lee, che finge di aver perdonato il padre. Poche ore dopo però Carmela dice a Tom di essere rimasta incinta di lui e Lee ascolta furioso tutta la conversazione.
Subito dopo il suo matrimonio, Tonio lascia la chiesa senza neanche baciare la sposa e torna a casa ubriaco dopo molte ore. Angelica si ribella al fare sprezzante di suo marito, chiedendogli di rispettare i suoi doveri coniugali e Tonio per tutta risposta le dice che gli fa schifo e la sodomizza.
La Tripolina ordina a Paride di sposare Santina, tenendosi Erminia come amante. Il ragazzo si vede costretto ad accettare, ma Erminia non ne vuole sapere e cerca di far fuggire Santina; il piano però viene sventato da Ettore e di conseguenza la Tripolina ordina di far sparire Erminia.

## Sesto episodio
Tonio continua a trattare in modo freddo e sprezzante Angelica, provando gusto nel farla soffrire; intanto si guadagna la collaborazione del procuratore Trapanese, che lo spinge a imporsi come nuovo padrino. Intanto la Tripolina e i suoi figli si insediano a villa Mancuso, dove la donna costringe la signora Rosalia e Santina a farle da serve maltrattandole continuamente, mentre Patrizio viene picchiato e deriso da Giasone. Paride però si ribella alla madre e riesce a far mantenere la calma in casa di Don Tano.
Carmela prosegue la sua vendetta contro Tonio e così convince Tom a mandare qualcuno in Sicilia per farlo uccidere, dopodiché su consiglio di zia Maria parte per l'Arizona. Il sicario prescelto da Tom è l'insospettabile Jennifer O'Neill (Reda Rebel), l'amante di Lee e la fidanzata di Billy Ferlito, anche lui inviato in Italia per concludere l'affare della droga.
A villa De Nisi Angelica trova una lettera inviata a Tonio da Ricky in cui parla di Antonia; quando Fortebracci se ne accorge, decide di cambiare atteggiamento nei confronti di sua moglie per tenerla buona e le chiede di fare sesso. Angelica cade nell'inganno e si concede a lui. Quindi, dopo aver saputo che Billy Ferlito e il mafioso e trafficante turco Azouz sono arrivati in Sicilia, Tonio invita a cena a palazzo De Nisi Don Saro, Billy e Jennifer. Durante la cena 'u Burattinaio convince Tonio a firmare un documento in cui afferma che nell'eventualità della sua morte la Liguorum passerebbe ai Ferlito.
Il giorno dopo Jennifer cerca di uccidere Tonio portandosi un revolver nella borsetta, ma non riesce a portare a termine il piano per via del picciotto che Billy le ha messo alle costole al fine di sorvegliarla. La sera stessa Tonio tende un agguato agli uomini che trasportano il carico di droga e riesce ad entrarne in possesso grazie all'aiuto di Ettore e dei suoi uomini; quindi convince Azouz a tagliare fuori dall'affare Tom Di Maggio offrendogli una somma di gran lunga superiore a quella del boss americano e poi rapisce Billy chiudendolo nel bagagliaio della sua auto. La mattina dopo Tonio si reca da Don Saro, che, stupito per il ritardo del nipote e dell'improvviso arrivo di Tonio che doveva essere alla "Liguorum" per smerciare la droga, gli domanda perché si trova lì. Tonio gli mostra il nipote legato ed imbavagliato nel bagagliaio, ma lui lo schernisce intimandogli di liberarlo. Tonio per tutta risposta spara in testa a Billy uccidendolo. Don Saro, disperato per la perdita del nipote gli confessa che fu lui a commissionare l'assassinio del giudice Santi Fortebracci. Allora Tonio gli spara tre colpi di pistola al petto, vendicando il fratello.
Renè capisce che dietro agli omicidi dei figli dei capocosca c'è la vendetta della Tripolina e convoca in procura Don Tano per convincerlo a collaborare, ma lui si rifiuta di parlare e torna a casa. Qui Santina avverte Paride che la Tripolina ha appena mandato Giasone ad uccidere Erminia e il ragazzo si precipita a salvare la fidanzata dopo aver litigato con sua madre. Al casolare Ettore violenta Erminia e la lascia nelle mani di Giasone per ucciderla; mentre anche il secondo fratello sta stuprando la ragazza, Paride arriva e la salva. Tuttavia il ragazzo perde le chiavi dell'auto e si nasconde nel casolare con Erminia mentre Giasone li insegue per ucciderli. Paride cerca di sparare al fratello, ma lo manca, mentre Giasone riesce a colpirlo, ma senza accorgersi di non averlo ucciso; quindi Erminia, volendo raggiungere Paride e pensando che sia morto, incita Giasone ad ammazzarla, così lui l'accontenta sadicamente, accoltellandola. Paride, ripresosi dalla ferita, gli spara e lo uccide.
Intanto a villa Mancuso Donna Rosalia entra in possesso della pistola della Tripolina e la consegna al marito supplicandolo di uccidere la donna per salvare la propria famiglia. Don Tano però, per non soffrire più, uccide prima la moglie, il figlio Patrizio e anche Santina, per poi entrare nella stanza dove la Tripolina si è barricata, non trovando più la pistola. Mancuso spara ripetutamente ed a raffica sulla Tripolina, che ad ogni colpo ricevuto lo provoca, finendo per dirgli soddisfatta che ha compiuto la propria vendetta nell'averlo fatto impazzire. La Tripolina quindi muore serenamente.
A questo punto tutti i capi cosca sono deceduti e Tonio diviene a tutti gli effetti il nuovo padrino.
Jennifer cerca di avvelenare Tonio ma lui la intravede mediante uno specchio e la rispedisce in America per mandare un messaggio a Tom Di Maggio: il racket adesso è suo e se vuole la droga dovrà accordarsi con lui.
Paride riesce a raggiungere la strada nonostante sia ferito gravemente e attira l'attenzione di un passante che lo porta in ospedale. Dopo essersi salvato, convoca il commissario Rolla e gli racconta tutti i crimini a cui ha assistito, pregandolo di accorrere a casa Mancuso prima che sua madre uccida la famiglia di Don Tano. Rolla si reca a villa Mancuso, scoprendo i cadaveri della Tripolina, dei figli e della moglie di Don Tano, il quale rifiuta ancora una volta di collaborare con la giustizia e si suicida davanti al commissario, sparandosi in bocca.
Nel corso di un ricevimento a villa De Nisi, Angelica ascolta una conversazione telefonica fra suo marito e Ricky, in cui Tonio ammette esplicitamente di star fingendo con lei. Subito dopo la festa Angelica affronta Tonio, dicendogli che vuole un figlio da lui in modo da legarlo a sé per sempre e che non consentirà ad Antonia di vivere con suo padre. Tonio riesce a raggirare la moglie fingendo di accettare le sue condizioni per poi ucciderla, folgorandola con il phon nella vasca da bagno dopo l'ultimo amplesso e vendicando la sua amata Fabiola ed il suo ex-suocero.
Ettore convince Tonio a farsi dire da Trapanese dove è nascosto Paride in modo da ucciderlo, ma Renè riesce a incastrare il giovane criminale e lo fa arrestare mentre cerca di eliminare il fratello.
Alcuni mesi dopo Carmela partorisce il figlio di Tonio, ma inganna Tom dicendogli che il bambino è suo ed è nato settimino. I due si sposano e Tom promette alla donna che ucciderà Tonio Fortebracci davanti ai suoi occhi; in effetti pochi giorni dopo Tom invita Tonio a casa sua per parlargli e dopo averlo fatto accomodare fa entrare Carmela, per poi puntargli contro una pistola.